# Vitória das Missões
Vitória das Missões är en kommun i Brasilien.   Den ligger i delstaten Rio Grande do Sul, i den södra delen av landet, 1 600 km sydväst om huvudstaden Brasília. Antalet invånare är 3 485. Arean är 260 kvadratkilometer.
Terrängen i Vitória das Missões är huvudsakligen platt.
Trakten runt Vitória das Missões består till största delen av jordbruksmark. Runt Vitória das Missões är det glesbefolkat, med 14 invånare per kvadratkilometer.